# کلاژه ابری
کلاژه ابری (Abraxas sylvata) شاپرکی است از خانواده زمین‌سنجان که توسط جیووانی آنتونیو اسکپولی در سال ۱۷۶۳ توصیف علمی شد. رنگ کلاژه ابری سفید است. همچنین بر روی بال‌های این شاپرک خال‌های بزرگ قهوه‌ای وجود دارد. بر روی بال‌های جلویی و پشتی (پایینی) قسمت‌هایی به رنگ خاکستری نیز دیده می‌شود. این خال‌ها و لکه‌ها هنگامی که شاپرک بر روی برگ‌ها در حال استراحت است؛ همانند مدفوع پرندگان جلوه می‌کند. کلاژه‌های ابری بالغ از اوایل خرداد تا اوایل مرداد پرواز می‌کنند. این گونه شاپرک‌ها به نور و روشنایی علاقه‌مند هستند. پهنای بال آن‌ها ۳۸ تا ۴۸ میلی‌متر است. کلاژه‌های ابری شب‌زی هستند و در طول روز هم به آسانی یافت می‌شوند. آن‌ها هنگام استراحت صبگاهی به راحتی قابل رویت هستند. با گرگ‌ومیش شدن هوا کلاژه‌های ابری فعالیت خود را آغاز می‌کنند. آن‌ها از درخت توس، فندقیان، راش، نارون و پرونوس تغذیه می‌کنند. این شاپرک‌ها در ترکیه، ژاپن و اروپا زندگی می‌کنند.

## زیرگونه‌ها
- Abraxas sylvata sylvata
- Abraxas sylvata microtate Wehrli, 1931 (Japan)[۱]

## نگارخانه

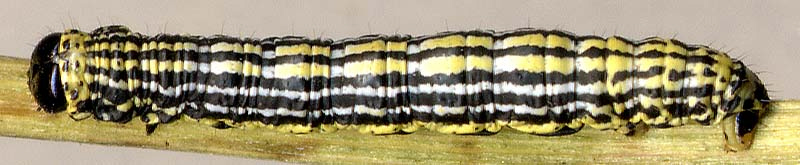
لارو
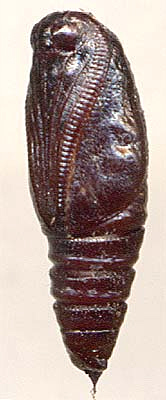
شفیره
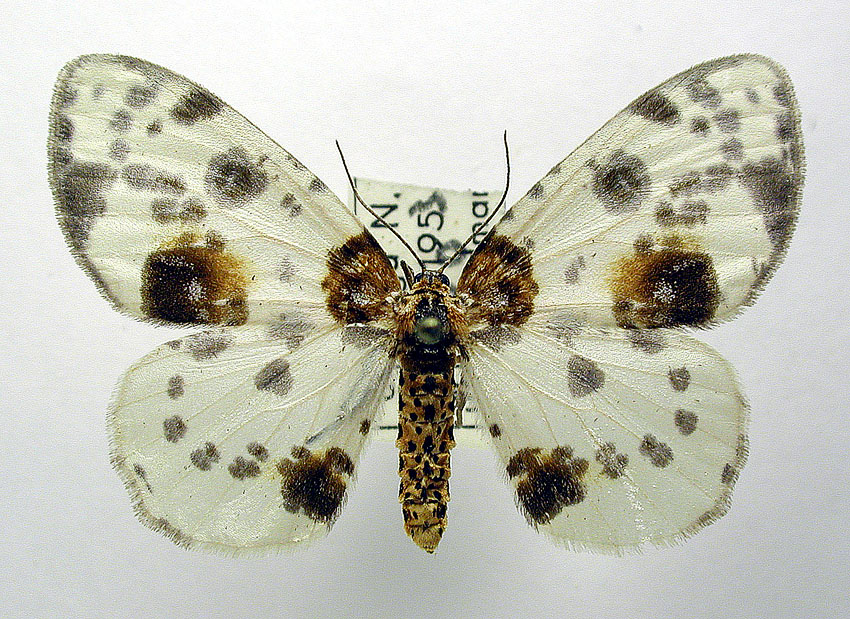
به همراه بال
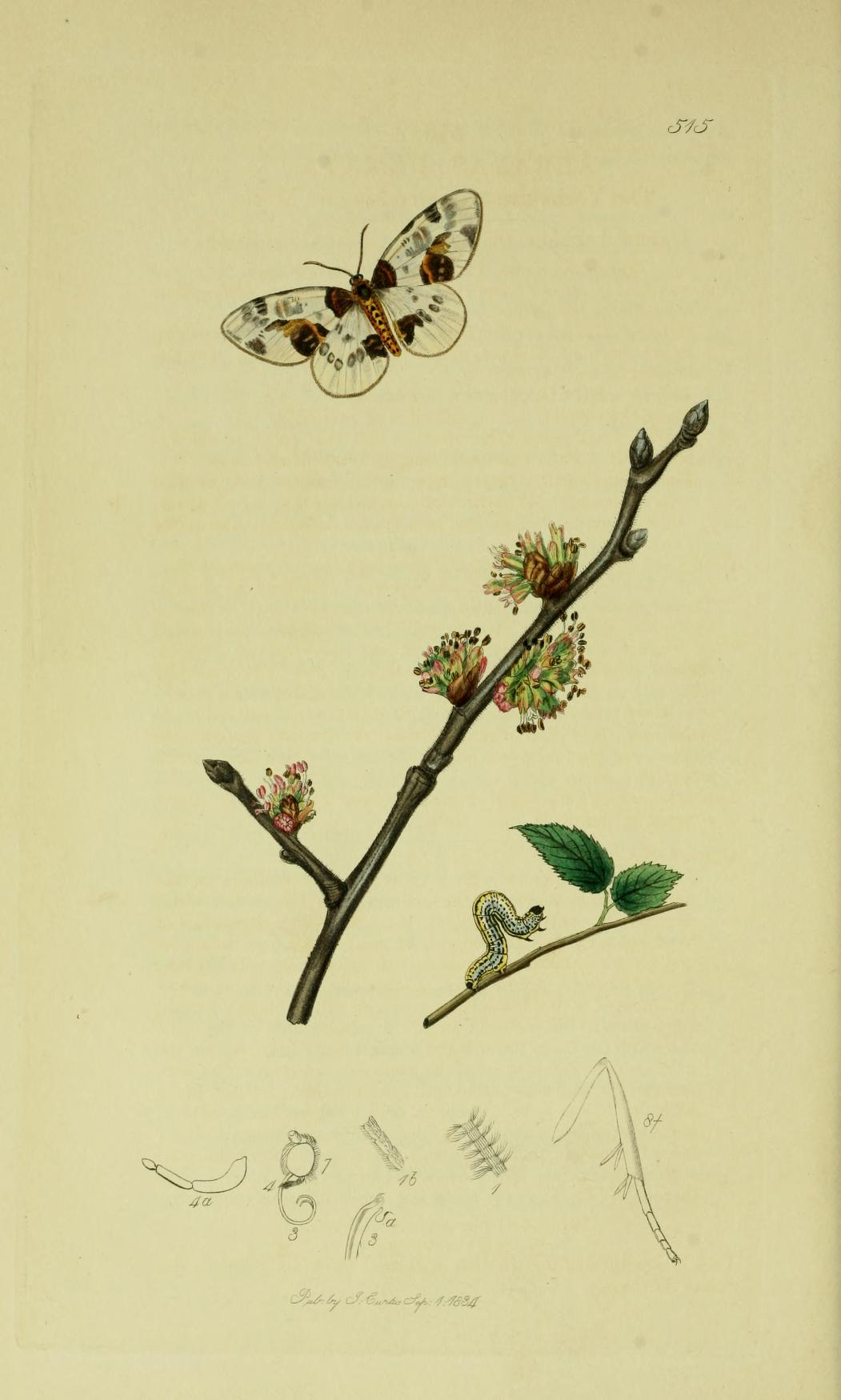
طراحی از جان کرتیس حشره‌شناس بریتانیایی